# Natiruts Reggae Power
Natiruts Reggae Power (Sambaton) é uma canção da banda Natiruts.
Foi uma das 10 canções mais tocadas no Brasil no ano de 2007.

## Desempenho nas Paradas Musicais
| Ano  | Single                  | Portugal | Brasil |
| ---- | ----------------------- | -------- | ------ |
| 2007 | "Natiruts Reggae Power" | 42       | 1      |

## Prêmios e Indicações
| Ano  | Prêmio                      | Indicação    | Resultado | Ref.  |
| ---- | --------------------------- | ------------ | --------- | ----- |
| 2007 | MTV Video Music Brasil 2007 | "Hit do ano" | Indicado  | [ 4 ] |